# Belgia na Letnich Igrzyskach Olimpijskich 1948
Belgię na Letnich Igrzyskach Olimpijskich 1948 reprezentowało 152  zawodników.

## Zdobyte medale
| Medal  | Zawodnik | Dyscyplina    | Konkurencja                             |
| ------ | --- | ------------- | --------------------------------------- |
| Złoto  | Gaston Reiff                                                                                                   | Lekkoatletyka | 5000 m                                  |
| Złoto  | Lode Wouters Leon De Lathouwer Eugène Van Roosbroeck Liévin Lerno                                              | Kolarstwo     | Wyścig drużynowy ze startu wspólnego    |
| Srebro | Pierre Nihant                                                                                                  | Kolarstwo     | 1000 m ze startu zatrzymanego           |
| Srebro | Joseph Vissers                                                                                                 | Boks          | Waga piórkowa                           |
| Brąz   | Lode Wouters                                                                                                   | Kolarstwo     | Wyścig indywidualny ze startu wspólnego |
| Brąz   | Étienne Gailly                                                                                                 | Lekkoatletyka | Maraton                                 |
| Brąz   | Georges de Bourguignon Henri Paternóster Édouard Yves Raymond Bru André van de Werve de Vorsselaer Paul Valcke | Szermierka    | Dwójka bez sternika                     |